# Lütje Hörn
Lütje Hörn (ook: Insel Lütje Hörn) is een klein, onbewoond Duits waddeneiland. De naam is verwant aan c.q. hetzelfde als het Groningse lutje (= klein) en hörn (= hoek), en het Fries kent ook het identieke woord lütje. Daarnaast is het verwant aan het Nederlandse luttel.
Het eiland ligt drie tot vier kilometer ten zuidoosten van Borkum. Bestuurlijk is het ingedeeld als  gemeentevrij gebied van het Landkreis Leer, net als het nabijgelegen Borkum.
Dit circa 31 hectare grote vogeleiland is niet vrij toegankelijk. Er is geen bebouwing op het eiland aanwezig. Het is een broedgebied voor eidereend, kleine mantelmeeuw, scholekster en zilvermeeuw. Sinds 1994 broedt hier ook de aalscholver. Het is een wandelend eiland; zowel de afmetingen als de locatie van het eiland zijn niet stabiel.
Hoofdstad: Leer
Overige eenheidsgemeenten: Borkum · Bunde · Jemgum (Jemmingen) · Moormerland · Ostrhauderfehn · Rhauderfehn · Uplengen · Weener · Westoverledingen
Samtgemeinden: Samtgemeinde Hesel · Samtgemeinde Jümme
Gemeenten: Brinkum · Detern · Filsum (hoofdplaats Samtgemeinde Jümme) · Firrel · Hesel (hoofdplaats Samtgemeinde Hesel) · Holtland · Neukamperfehn · Nortmoor · Schwerinsdorf
Gemeentevrij gebied: Lütje Hörn (onbewoond eiland, 0,31 km²)